# Anderemaeus sturmi
Anderemaeus sturmi är en kvalsterart som beskrevs av J. och P. Balogh 1985. Anderemaeus sturmi ingår i släktet Anderemaeus och familjen Caleremaeidae. Inga underarter finns listade i Catalogue of Life.